# 위동항운
위동항운(WEIDONG FERRY, 중국어: 威东航运)은 대한민국의 여객선 및 카페리 전담 선박 회사로, 1990년 8월 12일 설립하였다. 특이하게도 해당 해운사는 한중 수교 2년 전인 1990년, 베이징시에서 개최된 1990년 아시안 게임 개최 및 한국과 중국의 국교 수립을 대비하여 설립된 것으로 보인다. 보유하고 있는 선박으로는 뉴골든브릿지5호와 뉴골든브릿지7호 등 2종의 카페리 여객선이 있다. 현재는 세계적 범유행 이슈인 코로나바이러스감염증-19의 이슈로 여객 서비스를 중단했지만 2023년 가을쯤부터 다시 여객 서비스를 시작했다. 본사는 서울에 있고, 인천광역시에는 사무소가 인천항여객터미널 안에 마련되어 있다.

## 같이 보기
- 연운항훼리
- 범영훼리
- 진인해운 (진천훼리)
- 한중훼리
- 대인훼리
- 화동해운
- 단동훼리